# Josef Ruthig
Josef Ruthig (* 1965) ist ein deutscher Rechtswissenschaftler. Er hat den Lehrstuhl für Öffentliches Recht, Europarecht und Rechtsvergleichung an der Johannes Gutenberg-Universität Mainz inne.

## Akademische Laufbahn
Von 1985 bis 1990 studierte Josef Ruthig Rechtswissenschaft an der Universität Mannheim. Nach seiner Promotion im Jahr 1996 wurde er dort im Jahr 2001 habilitiert. Seit 2003 hat er den Lehrstuhl für Öffentliches Recht, Europarecht und Rechtsvergleichung an der Johannes Gutenberg-Universität Mainz inne. Von 2006 bis 2007 war er Gastprofessor an der University of Southern California, wo er bereits zwischen 1998 und 1999 einen Forschungsaufenthalt verbracht hat.

## Schriften (Auswahl)
- Vollmacht und Rechtsschein im IPR (= Mannheimer rechtswissenschaftliche Abhandlungen. Band 20). Müller, Heidelberg 1996 (Dissertation, Universität Mannheim, 1995/96).
- mit Stefan Storr: Öffentliches Wirtschaftsrecht. Müller, Heidelberg 2005; 3. Auflage 2011.
- Die Verfahrenspraxis bei der Zulassung von Pflanzenschutzmitteln nach § 15 PflSchG: Zur Auslegung der 12-Monatsfrist sowie behördlichen und gesetzgeberischen Optimierungsmöglichkeiten (= Berliner stoffrechtliche Schriften. Band 7). Lexxion, Berlin 2009.
- mit Peter Baumeister und Wolfgang Roth (Hrsg.): Staat, Verwaltung und Rechtsschutz. Festschrift für Wolf-Rüdiger Schenke zum 70. Geburtstag (= Schriften zum Öffentlichen Recht SÖR. Band 1196). Duncker & Humblot, Berlin 2011, ISBN 978-3-428-13468-7.